# Barbara Janik
Barbara Janik (ur. 13 września 1961 w Mszanie Dolnej, zm. 18 lutego 2016 tamże) – polska urzędniczka państwowa i menedżer, w latach 2003–2005 podsekretarz stanu w Rządowym Centrum Studiów Strategicznych.

## Życiorys
Córka Stanisława i Janiny. Pochodziła z Mszany Dolnej, w młodości działała w harcerstwie. Ukończyła liceum w Rabce i filologię polską w Wyższej Szkole Pedagogicznej w Częstochowie, po studiach wyjechała do pracy w Warszawie.
Od 1996 pracowała jako ekspert ds. reformy edukacji oraz rzeczoznawca w Zespole Strategii Politycznej w kancelarii Aleksandra Kwaśniewskiego. Od 21 lipca 2003 do 8 grudnia 2005 pełniła funkcję wiceprezesa (w randze podsekretarza stanu) w Rządowym Centrum Studiów Strategicznych. Od stycznia do lipca 2007 kierowała promocją w radiu TOK FM. Później kierowała biurem ds. Euro 2012 w Urzędzie Miasta Krakowa, od 2007 do 2012 doradzała w kwestiach sportu prezydentowi Jackowi Majchrowskiemu. Była współautorką polskiej aplikacji do organizacji Mistrzostw Europy w Piłce Siatkowej Kobiet 2009 oraz zgłoszenia Krakowa do organizacji meczów Euro 2012.
Zmarła po długiej chorobie. Została pochowana 20 lutego 2016.